# Єльняги
Єльня́ги (рос. Ельняги, марій. Кожласола) — присілок у складі Медведевського району Марій Ел, Росія. Входить до складу Пекшиксолинського сільського поселення.
Стара назва — Єльмяги.

## Населення
Населення — 206 осіб (2010; 214 у 2002).
Національний склад (станом на 2002 рік):
- лучні марійці — 89 %